# Голубовская, Надежда Иосифовна
Надежда Иосифовна Голубовская (30 августа 1891, Санкт-Петербург — 5 декабря 1975, Ленинград) — российская пианистка, клавесинистка и музыкальный педагог. Заслуженная артистка РСФСР (21.02.1938).

## Биография
Родилась в Санкт-Петербурге, в семье кассира Петербургского отделения Сибирского торгового банка Иосифа Борисовича Голубовского (1853 — 29 декабря 1904); семья жила на Пантелеймонской улице, № 5.
Общее образование получила в женской гимназии Петришуле (1900—1907). Окончила Санкт-Петербургскую консерваторию (1914), ученица Александры Розановой и Сергея Ляпунова (который посвятил ей свою сонатину, соч. 65); считается, что на выпускном экзамене Голубовская была главной соперницей Сергея Прокофьева за высшую награду выпускнику — медаль имени Антона Рубинштейна. В 1923 году на протяжении трёх месяцев стажировалась в Берлине, изучая игру на клавесине.
Выступала с 1915 года. В 1917 году дала первый сольный концерт, в рецензии на который отмечалось:

…много тонкой поэзии, живого чувства; большая ритмическая чёткость сочетается с эмоциональной страстностью и нервностью.— Вячеслав Каратыгин, музыкальный критик
Одновременно выступала как аккомпаниатор — в частности, с певицей Зоей Лодий и скрипачом Михаилом Рейсоном.
В 1930—1960-е годы был сделан ряд записей Голубовской, преимущественно по радиотрансляциям, — в том числе концерт № 23 и ряд сольных произведений В. А. Моцарта, соната № 3 Ф. Шопена, произведения Ж. Ф. Рамо, Д. Скарлатти, Г. Ф. Генделя. В послевоенные годы, однако, Голубовская уделяла преимущественное внимание педагогической работе — впрочем, мемуаристы вспоминают о её частых летних концертах в Тарусе.
Огромный вклад внесла Голубовская в советскую фортепианную педагогику. С 1920 года она преподавала в Ленинградской консерватории (с 1935 года профессор), где воспитала многих концертирующих пианистов; среди них Н. Щемелинова, В. Нильсен, М. Карандашева, А. Угорский, Г. Тальрозе, Е. Шишко.
В 1941—1944 годах Голубовская была заведующей фортепианной кафедрой Уральской консерватории, а с 1945 по 1963 год — консультантом Таллинской консерватории.
Очерк жизни и творчества Голубовской опубликовала в 1978 г. её ученица Е. Бронфин.

Могила Голубовской на Ново-Волковском кладбище Санкт-Петербурга.

## Избранные труды
- «Искусство педализации» (Л., 1967)
- Голубовская Н. И. Искусство исполнителя. — СПб.: Композитор-Санкт-Петербург, 2007. — 486 с. — 1000 экз. — ISBN 5-7379-0283-8.
- Голубовская Н. И. О музыкальном исполнительстве. — Л.: Музыка, 1985. — 143 с. — 22 000 экз.